# Caroline Gibello
Caroline Gibello (* 1974) je jihoafrická výtvarná fotografka přírody. V roce 2007 založila řetězec uměleckých galerií Galleria Gibello v Kapském Městě v Jižní Africe.

## Život
Autorčina průlomová série prací se jmenovala At the Stillpoint of the Turning World. Ta jí otevřela mnoho dveří a vedla k tomu, že její práce pořizovali sběratelé umění, dekoratéři interiérů, hotely a národní umělecké sbírky.
V roce 2008 Gibello navštívila jižní Afriku, Namibii, Botswanu a Mosambik. Během svých cest pořizovala různé fotografie do cyklu „Water & Dust“. Vystavovala dílo v Centre for the Book v Kapském Městě v Jižní Africe v prosinci 2008. Výstava vznikla ve spolupráci mezi Gibellovou a blízkou přítelkyní, výtvarnicí a ilustrátorkou Sharon Boonzaierovou. Výstava se skládala z čisté fotografie a skupiny společných prací. Společná práce obsahovala fotografie Gibellové doplněné lepty a olejovými tahy Boonzaierové. Výstava byla kritiky přijata kladně. Na základě úspěchu této výstavy byla Gibello pozvána na výstavu v Bombaji (Indie) v dubnu 2009, k jezeru Como (Itálie) v červenci 2009 a také v Hamburku (Německo) v srpnu 2009.
V lednu 2009 byla jedna z jejích raných fotografií z roku 2002 vybrána do prvního čísla časopisu National Geographic Traveler South Africa. Další její fotografie byla mezitím vybrána do druhého čísla téhož časopisu.
V letech 2010 až 2017 Caroline pokračovala v budování velkého počtu fanoušků po celém světě. Její snímky divoké africké přírody visí na zdech Reserve Bank South Africa, University of Cape Town (UCT), Tuynhuys (Presidency) a také Deutsche Bank (New York)
Caroline vystavovala své práce za měsíc květen 2018 v New Yorku.